# Prehistorie van Ethiopië

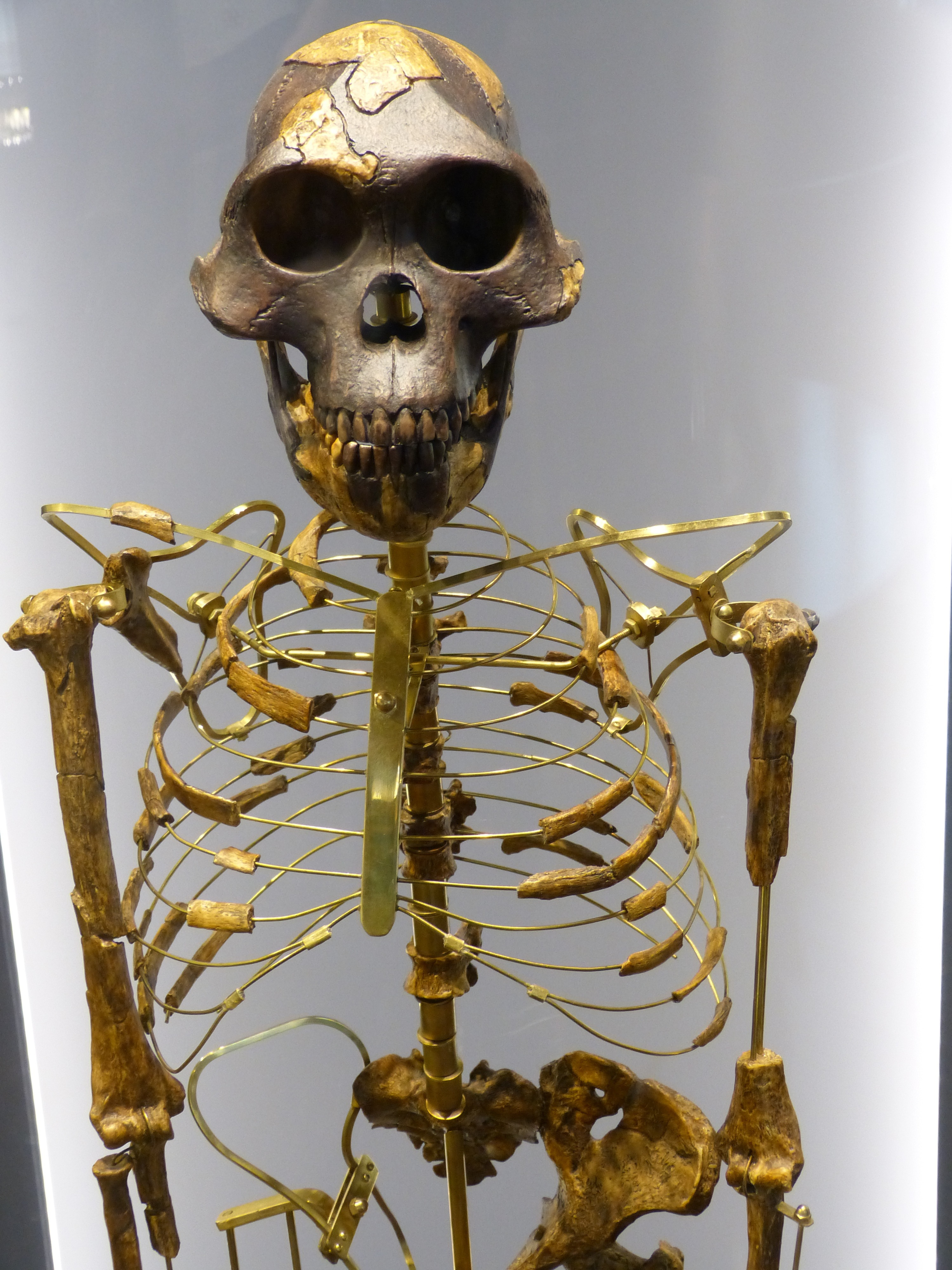
Australopithecus afarensis in het Nationaal Museum van Ethiopië

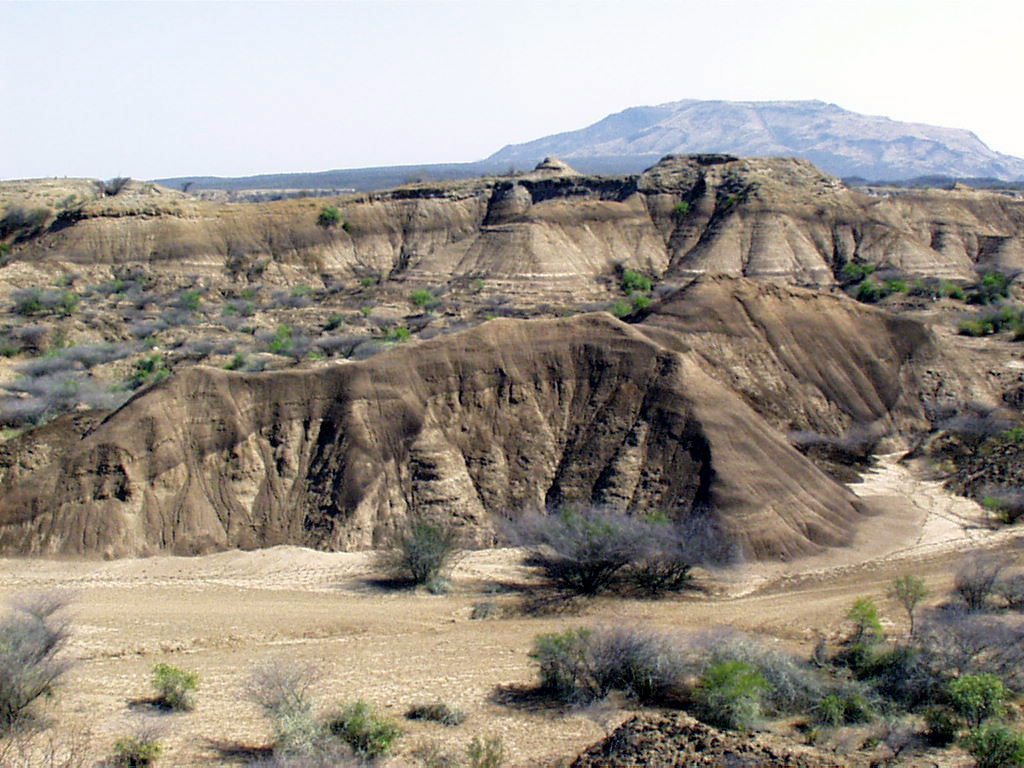
Bij de Omo bevindt zich een van de oudste vindplaatsen van moderne menselijke botten, waarvan men denkt dat ze 195.000 jaar oud zijn. De schedelresten zijn 40.000 jaar ouder dan die van Herto Bouri, Ethiopië.

De prehistorie van Ethiopië gaat terug tot het begin van de mensheid en het ontstaan van de  anatomisch moderne mens. Archeologische ontdekkingen hebben fossiel bewijs opgeleverd van vroege menselijke successie, waaronder de mensachtigen Australopithecus afarensis (3,2 miljoen BP) en Ardipithecus ramidus (4,4 miljoen BP). 

De aanwezigheid van de vroege moderne mens in het huidige Ethiopië begon ten minste in de Middle Stone Age, en de begin van de landbouw vond plaats in het 3e millennium v.Chr. Etnolinguïstische groepen van Afroaziatische sprekers (met name Semitische, Koesjitische en Omotische) en Oost-Soedanese talen-sprekers, gedefinieerd door nieuwe etnische, culturele en linguïstische identiteiten, ontstonden rond 2000-1000 v.Chr.

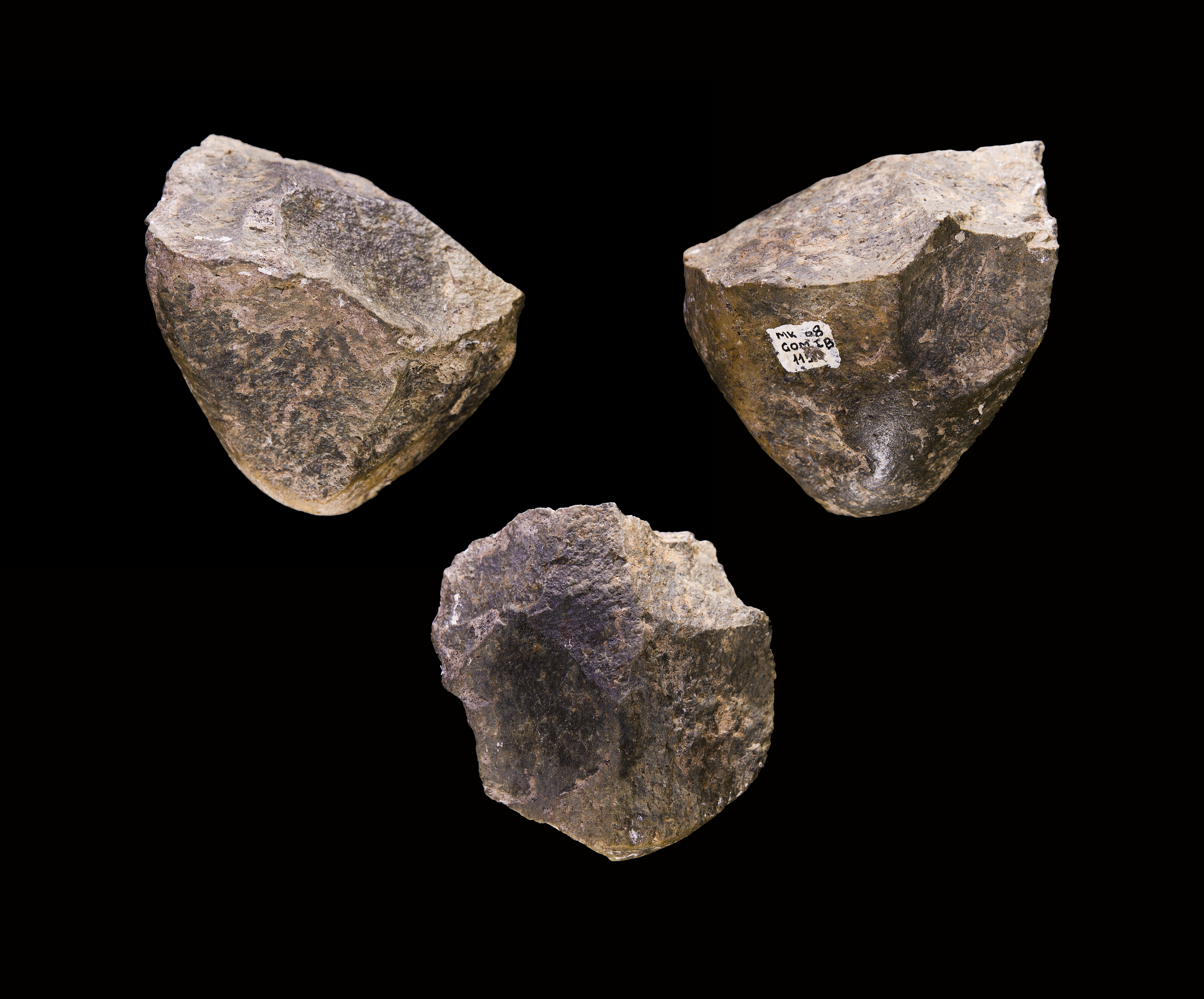
enkele van de oudste stenen werktuigen die in Melka Kunture zijn ontdekt (1,7 miljoen BP)

## Early Stone Age
Een van de meest prominente en baanbrekende opgravingen in Ethiopië werd in 1963 uitgevoerd door Gerard Dekker op de steentijdsite Melka Kunture. Daar herkende hij dat de blootliggende gelaagde rotsen aan de oever van een rivier die gevoelig is voor overstromingen, een fossielenbestand vertegenwoordigden dat 1,7 miljoen jaar terugging.  
De Franse paleoantropoloog Jean Chavallion voerde tussen 1965 en 1995 een systematische expeditie van de vindplaats uit. Op de vindplaats zijn verschillende fossielen van Homo erectus gevonden die 1,5 tot 1,7 miljoen jaar oud zijn, evenals schedelfragmenten van vroege Homo sapiens. 
In 1974 groef de Amerikaanse paleoantropoloog Donald Johnson een 3,2 miljoen jaar oude vrouwelijke Australopithecus afarensis (bijgenaamd "Lucy") op in Hadar in de Awashvallei. Lucy woog ongeveer 60 pond en was drie en een halve voet lang. 
Tussen 1992 en 1994 ontdekte een team onder leiding van paleoantropoloog Tim White het eerste fossiel van Ardipithecus ramidus (bijgenaamd "Ardi") in het Midden-Awash-gebied in Ethiopië, gedateerd op 4,4 miljoen BP. Vervolgens werden er 100 fossiele exemplaren van Ardipithecus ramidus gevonden. Deze mensachtigen leefden in het vroege Plioceen en waren waarschijnlijk omnivoren. Ze aten planten, vlees en fruit, maar geen hard en schurend voedsel zoals noten en knollen. In 2009 maakten wetenschappers hun bevindingen officieel bekend en publiceerden hun bevindingen. Ardi heeft bepaalde menselijke kenmerken, waaronder kleinere ruitvormige hoektanden en enig bewijs van rechtop lopen, en zou afstammen van zijn voorganger Ardipithecus kadabba, die in hetzelfde gebied werd aangetroffen. 
In 2000 ontdekten wetenschappers onder leiding van paleoantropoloog Zeresenay Alemseged een 3,3 miljoen jaar oude Australopithecus afarensis-baby met de bijnaam "Selam". De zoektocht werd in 2001 voortgezet toen Yohannes Haile-Selassie fossielen ontdekte van een 5,2 miljoen jaar oude familie Ardipithecus ramidus, 24 km van Aramis. Later vond Yohannes ook fossiele exemplaren van menselijke voorouders in de Afar-regio. 

## Middle Stone Age
Tussen 1967 en 1974 werden in het zuidwestelijke Omo Kibish-gebied de Omo-mensen opgegraven en gedateerd tot de Middle Stone Age, ongeveer 200.000 BP. 

## Later Stone Age
Tijdens de Later Stone Age, rond 11.000 BP, waren er in Groter Ethiopië minstens twee archeologische culturen die microklingen maakten: de Wiltoncultuur (kleine stenen klingen) en het Hargeisan (lange klingen van obsidiaan). Mensen die met deze culturen in verband worden gebracht, werden beschreven als "Afro-Mediterranen", terwijl er in de regio geen Khoisan- of negroïde bevolking was.  
Het is onduidelijk of deze mensen al overgingen op veeteelt. 

## Neolithicum
Rotstekeningen van menselijke en dierlijke figuren in de regio Hararghe en Eritrea illustreren de domesticatie van rundvee en het vervaardigen van aardewerk, vuistbijlen, schoffels en maalstenen. Dit suggereert dat tegen het einde van het 3e millennium v.Chr. in veel delen van West-Ethiopië een begin werd gemaakt met rudimentaire landbouw. Er zijn bewijzen van stenen handgereedschappen, klinginstrumenten en rotstekeningen in de kalksteengrotten van Dire Dawa. Recente bevindingen suggereren dat het handwerk via de Blauwe Nijlvallei vanuit Soedan naar Ethiopië werd geïntroduceerd.
De bewoners van Ethiopië begonnen met het domesticeren van granen tijdens de kopertijd. De ontwikkeling van de ploeglandbouw zou rond dezelfde tijd ook de domesticatie van rundvee kunnen betekenen. In de vroege bronstijd (3000 v.Chr.) waren dieren als runderen, schapen, geiten en ezels gedomesticeerd. 

## Etnolinguïstische verspreiding
Taalkundige analyses geven aan dat de proto-Ethiopiërs in het 3e millennium v.Chr. Afro-Aziatische talen spraken. In de jaren 1950 waren de wetenschappers het erover eens dat de Afroaziatische taal een voorouder was van vijf  belangrijke taalgroepen: Tsjadisch, Oud-Egyptisch, Berbers, Semitisch en Koesjitisch. Harold Fleming stelde voor om een zesde taalgroep op te nemen, het Omotisch (voorheen beschouwd als een tak van het Koesjitisch), en speculeerde dat het Afro-Aziatische thuisland zich in het zuidwesten van Ethiopië zou kunnen bevinden.
De splitsing tussen het proto-Koesjitisch en het proto-Omotisch begon in het 4e of 5e millennium v.Chr., en het proto-Semitisch scheidde zich af naar West-Azië. Uit niet-conclusief onderzoek werd aannemelijk dat de Afro-Aziatische superfamilie zich rond 13.000 v.Chr. begon te verspreiden, een periode van een geringe Omotische migratie naar het zuiden.  Igor Djakonov vermoedde dat Afro-Aziatische mensen uit Ethiopië naar Noord-Afrika migreerden, met name van de Sahara tot de Nijldelta en over het schiereiland Sinaï naar West-Azië. In een later stadium was er een remigratie van Semitisch-sprekenden vanuit Zuid-Arabië naar Ethiopië. 
De huidige Afro-Aziatische Ethiopiërs worden ingedeeld in vijf groepen:
1. Noordelijke Koesjieten - Bij de oude Grieken bekend als "Blemmyes" of "Bedzja", ontwikkelden ze een dialectcluster genaamd "Bedawie". Ze leefden als nomadische veehouders in de woestijnvlakten van de Rode Zee in Noord-Ethiopië en Eritrea.=
2. Centrale Koesjieten - Deze spraken het dialectcluster "Agaw" en bewoonden het noordwesten van Ethiopië. Ze staan bekend om de graanteelt met ploegen.
3. Oostelijke Koesjieten - Deze leefden ten zuidwesten van de Grote Slenk. Hun dialecten van de Oost-Koesjitische taal werden gesproken door twee dozijn stammen. Ze beoefenden de teelt van granen en knollen met de schoffel, en al in de oudheid werd de terraslandbouw ontwikkeld. Zij staan, net als de mensen in het noorden van Kenia, bekend om hun eigen sociale organisatiesystemen, waarbij de klassen worden gerekruteerd via een vaste cyclus van graden en intervallen.
4. Ethio-Semitische sprekers- Hun oorsprong is over het algemeen onduidelijk. In het 1e millennium v.Chr. splitste de groep zich in twee takken: de noordelijke plateauregio en het centrale deel van het land. De groep bestaat uit zeven etnische groepen met verschillende kenmerken in omvang, gewoonten en levensstijl.
5. Omotische sprekers in het zuidwesten van Ethiopië - Deze beoefenden de teelt van granen en knollen, en stonden bekend om hun rituele monarchie. De Omotischen worden beschouwd als de meest gediversifieerde samenleving, verdeeld in 50 subgroepen met verschillende talen en culturen.

De Nilotische volkeren van Soedan migreerden in verschillende fasen naar Ethiopië. De pre-Niloten arriveerden rond het 3e millennium v.Chr. Het waren vooral landbouwers die de teelt van sorghum en knolgewassen als Ethiopische banaan (Ensete ventricosum) en yam ontwikkelden. Tegenwoordig wonen ze in de westelijke delen van Ethiopië, met name de Berta, Gumuz en Koma. De tweede fase van de Nilotische migratie vond plaats in het 1e millennium v.Chr. Ze werden gekenmerkt door veeteelt, gierstteelt en een dualistische sociale organisatie. Hun woongebied vormde de westelijke periferie van Ethiopië. De Niloten worden vertegenwoordigd door twee stammen, de Anyuak en Nuer. 